# جک (فیلم ۲۰۰۴)
جک (انگلیسی: Jack) فیلمی در ژانر و به کارگردانی لی رز است که در سال ۲۰۰۴ منتشر شد. از بازیگران آن می‌توان به آنتون یلچین، ران سیلور، اریش اندرسون و برنت اسپاینر اشاره کرد.